# 유장 (고밀경왕)
고밀경왕 유장(高密頃王 劉章, ? ~ 기원전 32년)은 중국 전한의 황족이자 제후왕으로, 고밀왕이다. 고밀애왕 유홍의 아들이다.

## 생애
아버지가 고밀애왕 8년(기원전 66년) 혹은 9년에 죽자 고밀왕을 계승했고, 고밀경왕 33년 혹은 34년(기원전 32년)에 죽어 아들 고밀회왕 유관이 계승했다.

## 가계
- 고밀애왕 유홍
  - 고밀경왕 유장
    - 고밀회왕 유관
    - 비량후 유도
    - 교양후 유임
    - 무향후 유경
    - 성향희후 유안
    - 이자공후 유사
    - 안구후 유상

비량후 ~ 이자공후는 건시 2년(기원전 31년) 정월에 봉해졌고, 안구후는 홍가 원년(기원전 20년) 정월 계사일에 봉해졌다.